# Chrysocrambus mauretanicus
Chrysocrambus mauretanicus là một loài bướm đêm trong họ Crambidae.